# نوزومي كيمورا
نوزومي كيمورا (بالإسبانية: Nozomi Kimura)‏ (23 يناير 1997 في تشيلي - ) هو مدرب كرة قدم ولاعب كرة قدم تشيلي في مركز الدفاع. لعب مع سانتياغو مورنينغ ‏.

## وصلات خارجية
- نوزومي كيمورا على موقع قاعدة بيانات كرة القدم.إي يو (الإنجليزية)
- نوزومي كيمورا على موقع Soccerway.com (الإنجليزية)